# ویل راک
«ویل راک» (انگلیسی: Will Rock) یک بازی ویدئویی در سبک تیراندازی اول شخص است که توسط یوبی‌سافت در ژوئن ۲۰۰۳ برای مایکروسافت ویندوز منتشر شد.
در این بازی، بازی‌کن در نقش یک دانشجوی باستان‌شناسی به‌نام «ویل‌فورد راک‌وِل» قرار دارد، گروهی به نام احیا کنندگان ارتش المپ، سعی در زنده کردن خدایان و موجودات اساطیر یونان باستان را دارند که در این حین نامزد ویل‌فورد نیز به دست این گروه می‌افتد و ایشان برای نجات عشقش راهی ماجراجویی خطرناکی می‌شود.
بازی دارای ۱۰ مرحله در بخش تک-نفره است و از گرافیک بالایی در زمان انتشار خود برخوردار است. منتقدین نمرات متفاوتی به بازی دادند و بعضی آن را یک نسخهٔ ضعیف‌تر از بازی سریوس سم دانستند.